# Alessandro Butti
Alessandro Butti (Torino, 1893 – 1959) è stato un grafico e disegnatore italiano di caratteri tipografici.

## Biografia

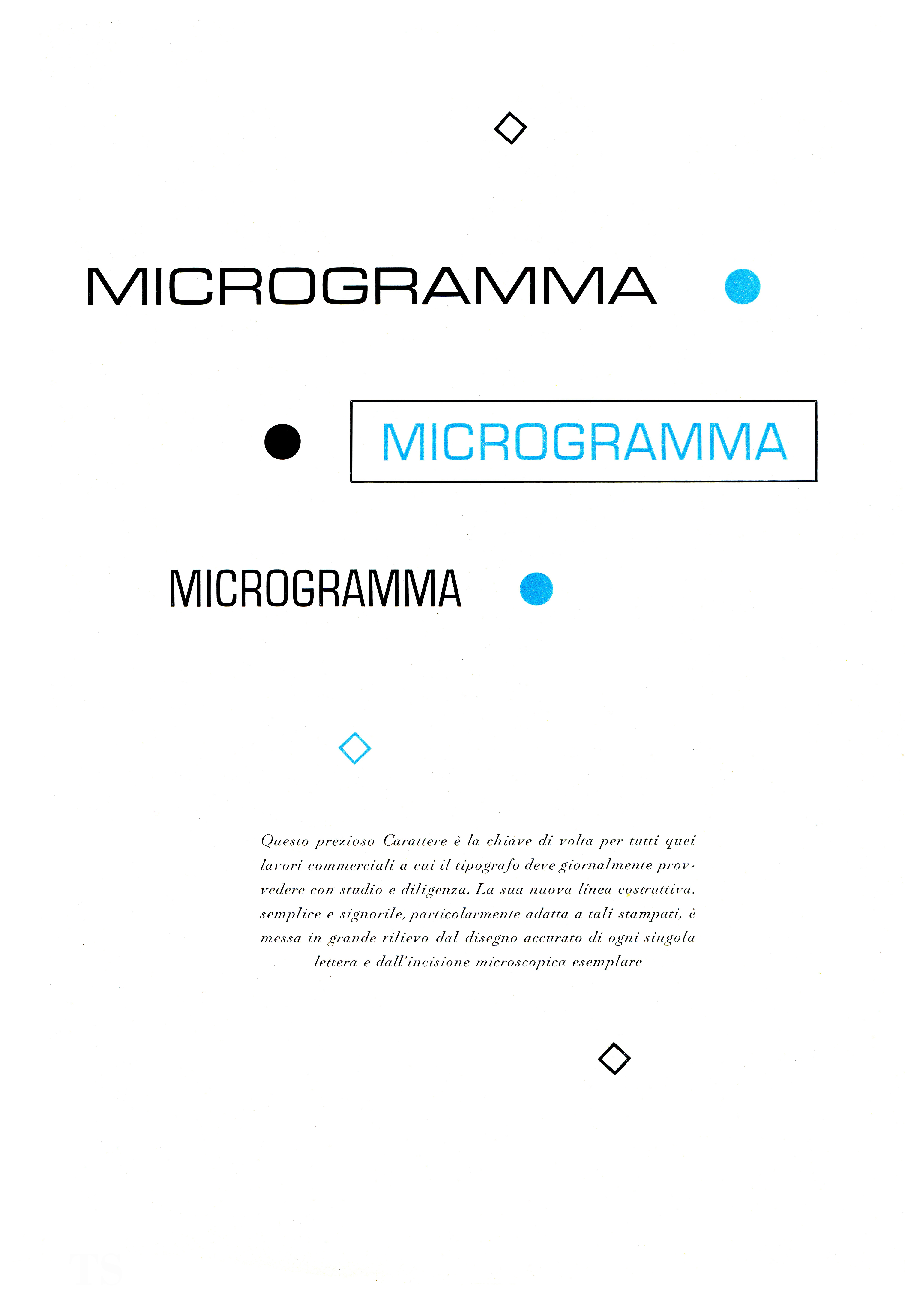
Pagina introduttiva del carattere Microgramma dal catalogo Nebiolo

Visse e lavorò principalmente a Torino dove fu direttore artistico della Fonderia Nebiolo dal 1936 al 1952. Tra i caratteri tipografici disegnati da Butti, Microgramma è considerato il più famoso. Dopo la sua morte, il suo collaboratore Aldo Novarese rielaborò questo carattere creando una nuova versione chiamata Eurostile.

## Tipi di carattere
Si attribuiscono a Butti numerosi caratteri:
- Paganini, sotto la direzione di Raffaello Bertieri (1928);
- Semplicità (1930);
  - Ombra, versione modificata del precedente;
- Veltro, in collaborazione con Giulio da Milano (1931);
- Landi (1933) dal quale venne creato successivamente il Landi Echo;
- Titano (1935);
- Fluidum (1938);
- Neon ombrato, la versione normale era stata ideata da Giulio da Milano nel 1935;
- Quirinus (1939);
- Landi Echo (1939) del quale il corrispondente vuoto, chiamato Landi Linear, sarà disegnato da Aldo Novarese;
- Rondine (1948) un carattere calligrafico del quale esiste una versione digitale del 2004, chiamata Bella Donna e disegnata da Rebecca Alaccari per la Canada Type;
- Cicogna (1950);
- Hastile (1952);
- Athenaeum (1945), con le iniziali disegnate da Aldo Novarese);
- Normandia (con Aldo Novarese, 1946–49);
- Augustea (1951), completato successivamente con il minuscolo da Aldo Novarese e rinominato Nova Augustea;
- Microgramma (1952), con Aldo Novarese che userà poi come base per il suo Eurostile;
- Juliet (1955), con Aldo Novarese;
- Recta, i primi schizzi del suo ultimo progetto, disegnato dal 1958 da Aldo Novarese.